# Université d'Artsakh
L'université d'État d'Artsakh est la plus ancienne et la plus grande université de la République autoproclamée d'Artsakh. Au cours de ses près de 50 ans d'histoire, l'Université d'État d'Artsakh a formé plus de 20 000 diplômés dans 60 domaines d'études. Actuellement, l'université prépare des spécialistes dans 31 domaines. Les langues d'enseignement sont l'arménien et le russe. L'université a établi des liens étroits avec d'autres établissements d'enseignement et universités en Arménie et dans d'autres pays.

## Programme d'études à l'étranger
En 2011, avec l'aide d'Artsakh Development Group, une organisation à but non lucratif qui aide à sensibiliser les États-Unis aux problèmes concernant l'Artsakh, l'université a lancé un programme d'études à l'étranger. Le programme a été lancé avec l'université d'État de Californie à Dominguez Hills pour permettre à une quinzaine d'étudiants de passer un été en Artsakh et de suivre des cours sur la politique, l'histoire et l'économie concernant l'Artsakh et l'Arménie.

## Recherche
L'université d'État d'Artsakh se compose de cinq départements: la Faculté des sciences naturelles, la Faculté de philologie (linguistique), la Faculté de pédagogie et des sports, la Faculté d'histoire et de droit et la Faculté d'économie. Les universitaires et les étudiants de l'université d'État d'Artsakh mènent généralement des recherches dans les domaines de la sécurité nationale, de la politique, des études agricoles et de l'archéologie.
En 2006, une équipe d'archéologues internationaux a commencé à faire des recherches dans le village d'Azokh où, dans les années 1970, on a découvert que l'endroit abritait des Néandertaliens. Des scientifiques arméniens, dont deux étudiants de l'Université d'État d'Artsakh, ont été des participants actifs tout au long de la période de recherche.

## Universités partenaires
- Université russo-arménienne, Yerevan, Armenia
- Université d'État de Californie à Dominguez Hills, Los Angeles County, California[4]
- Université catholique de Louvain, Louvain-la-Neuve, Belgium[5]